# Columbus Riverdragons 2003-2004
La stagione 2003-04 dei Columbus Riverdragons fu la 3ª nella NBA D-League per la franchigia.
I Columbus Riverdragons arrivarono sesti nella NBA D-League con un record di 18-28, non qualificandosi per i play-off.

## Roster
| N° | Naz.                   | Ruolo | Sportivo          | Anno | Alt. | Peso |
| -- | ---------------------- | ----- | ----------------- | ---- | ---- | ---- |
| 3  | Stati Uniti (bandiera) | A     | Erron Maxey       | 1978 | 198  | 122  |
| 4  | Stati Uniti (bandiera) | A     | Courtney James    | 1976 | 203  | 122  |
| 5  | Stati Uniti (bandiera) | A     | Ezra Williams     | 1980 | 193  | 107  |
| 6  | Stati Uniti (bandiera) | A     | DeMario Jones     | 1979 | 201  | 100  |
| 8  | Stati Uniti (bandiera) | C     | Tai Crutchfield   | 1979 | 198  | 95   |
| 9  | Stati Uniti (bandiera) | A     | Erron Maxey       | 1978 | 198  | 122  |
| 11 | Stati Uniti (bandiera) | G     | Derrick Bird      | 1980 | 193  | 88   |
| 12 | Stati Uniti (bandiera) | G     | Jeff Myers        | 1974 | 188  | 89   |
| 15 | Stati Uniti (bandiera) | G     | Sean Peterson     | 1979 | 185  | 75   |
| 21 | Stati Uniti (bandiera) | G     | Lonnie Harrell    | 1972 | 201  | 93   |
| 21 | Stati Uniti (bandiera) | G     | Adam Harrington   | 1980 | 196  | 100  |
| 22 | Stati Uniti (bandiera) | G     | Derrick Zimmerman | 1981 | 191  | 88   |
| 32 | Stati Uniti (bandiera) | A     | Patrick Doctor    | 1980 | 206  | 104  |
| 33 | Stati Uniti (bandiera) | G     | Reed Rawlings     | 1978 | 201  | 98   |
| 42 | Stati Uniti (bandiera) | A     | Kevin Lyde        | 1980 | 208  | 118  |
| 44 | Stati Uniti (bandiera) | A     | Terence Morris    | 1979 | 206  | 100  |
| 44 | Stati Uniti (bandiera) | G     | Jeff Myers        | 1974 | 188  | 89   |
| 50 | Stati Uniti (bandiera) | C     | Matt Laur         | 1980 | 211  | 127  |
| 50 | Stati Uniti (bandiera) | C     | John Locklier     | 1979 | 208  | 104  |
| 52 | Stati Uniti (bandiera) | C     | Nick Sheppard     | 1976 | 211  | 122  |
|    | Stati Uniti (bandiera) | A     | Sedric Webber     | 1977 | 198  | 91   |
|    | Stati Uniti (bandiera) | C     | Marc Mazur        | 1979 | 208  | 120  |

## Staff tecnico
- Allenatore: Jeff Malone
- Vice-allenatore: Robert Werdann